# Remco Evenepoel
Remco Evenepoel (n. 25 ianuarie 2000, Aalst, Flandra, Belgia) este un ciclist belgian, care concurează în prezent pentru Quick-Step Alpha Vinyl Team, echipă licențiată UCI WorldTeam.
El este fiul lui Patrick Evenepoel, un fost ciclist care a câștigat Marele Premiu de Wallonie în 1993. Remco Evenepoel și-a început cariera sportivă în fotbal, jucând pentru echipele de tineret ale RSC Anderlecht și PSV Eindhoven, precum și în echipele naționale de tineret ale Belgiei. Dându-și seama că abilitățile sale fizice îl fac mai potrivit pentru ciclism, a trecut la această disciplină în 2017. După ce a câștigat cursa pe șosea și contratimpul la categoriile de juniori la Campionatele Mondiale de șosea UCI din 2018, Evenepoel a devenit profesionist la echipa Deceuninck-Quick-Step, sărind peste categoria sub 23 de ani.

## Rezultate în Marile Tururi

### Turul Franței
1 participare
- 2024: câștigător al etapei a 7-a

### Turul Italiei
2 participări
- 2021: nu a terminat competiția
- 2023: câștigător al etapelor 1 și a 9-a, nu a terminat competiția

### Turul Spaniei
2 participări
- 2022: locul 1, câștigător al etapelor a 10-a și a 18-a
- 2023: câștigător al etapelor a 3-a, a 14-a și a 18-a